# Bank of Ayudhya
Bank of Ayudhya — пятый крупнейший коммерческий банк Таиланда; работает под торговым наименованием krungsri. Штаб-квартира банка расположена в Бангкоке. Основным акционером является японская финансовая группа Mitsubishi UFJ Financial Group (76,88 %).
Банк был основан 27 января 1945 года в городе Аюттхая (древней столице Сиама). В 1977 году банк провёл первичное размещение акций на фондовой бирже Таиланда. В 2007 году треть акций купила американская компания GE Capital. В декабре 2013 года Mitsubishi UFJ купила этот пакет акций у GE Capital и впоследствии увеличила свою долю.
Сеть банка насчитывает 670 отделений и 6,5 тысяч банкоматов в Таиланде, а также дочерний банк в Камбодже Hattha Kaksekar Limited, совместное предприятие на Филиппинах SB Finance Company, Inc. (партнёр Security Bank Corporation), отделение в Лаосе и представительство в Мьянме. Зарубежные операции приносят около 5 % выручки.
Активы на конец 2020 года составили 2,61 трлн батов ($80 млрд), из них 1,83 трлн пришлось на выданные кредиты. Принятые депозиты составили 1,83 трлн батов.